# نوربک اورالبای
نوربک اورالبای (قزاقی: Нұрбек Оралбай Рахатұлы؛ زادهٔ ۱۱ ژوئن ۲۰۰۰) بوکسور اهل قزاقستان است.